# Стерн, Тодд
Тодд Д. Стерн (англ. Todd D. Stern; род. 4 мая 1951, Чикаго, Иллинойс, США) — американский политик. В прошлом — Специальный посланник США по вопросам изменения климата и главный переговорщик США на Парижском соглашении 2015 года.

## Образование
Стерн окончил Дартмутский колледж в 1973 году и получил степень доктора права в Гарвардской школе права.

## Карьера
Стерн занимал должность специального посланника США по вопросам изменения климата, возглавляя переговоры на конференциях ООН по изменению климата и небольших сессиях, назначенный госсекретарем США Хиллари Клинтон 26 января 2009 года. Стерн был главным переговорщиком США на Парижском соглашении 2015 года.
Стерн предложил создать E-8 — новую международную группу, объединяющую ведущие развитые и развивающиеся страны для проведения ежегодной встречи, посвященной борьбе с глобальным потеплением.
Ранее Стерн работал в администрации Билла Клинтона в качестве помощника президента и секретаря штаба в Белом доме с 1993 по 1998 год, в это время он также выступал в качестве старшего представителя Белого дома на переговорах по Киотскому протоколу и переговорах в Буэнос-Айресе.
На конференции ООН по изменению климата (COP-17) в Дурбане в 2011 году Стерна прервала Эбигейл Бора, которая обвинила США в медленном решении проблемы изменения климата.

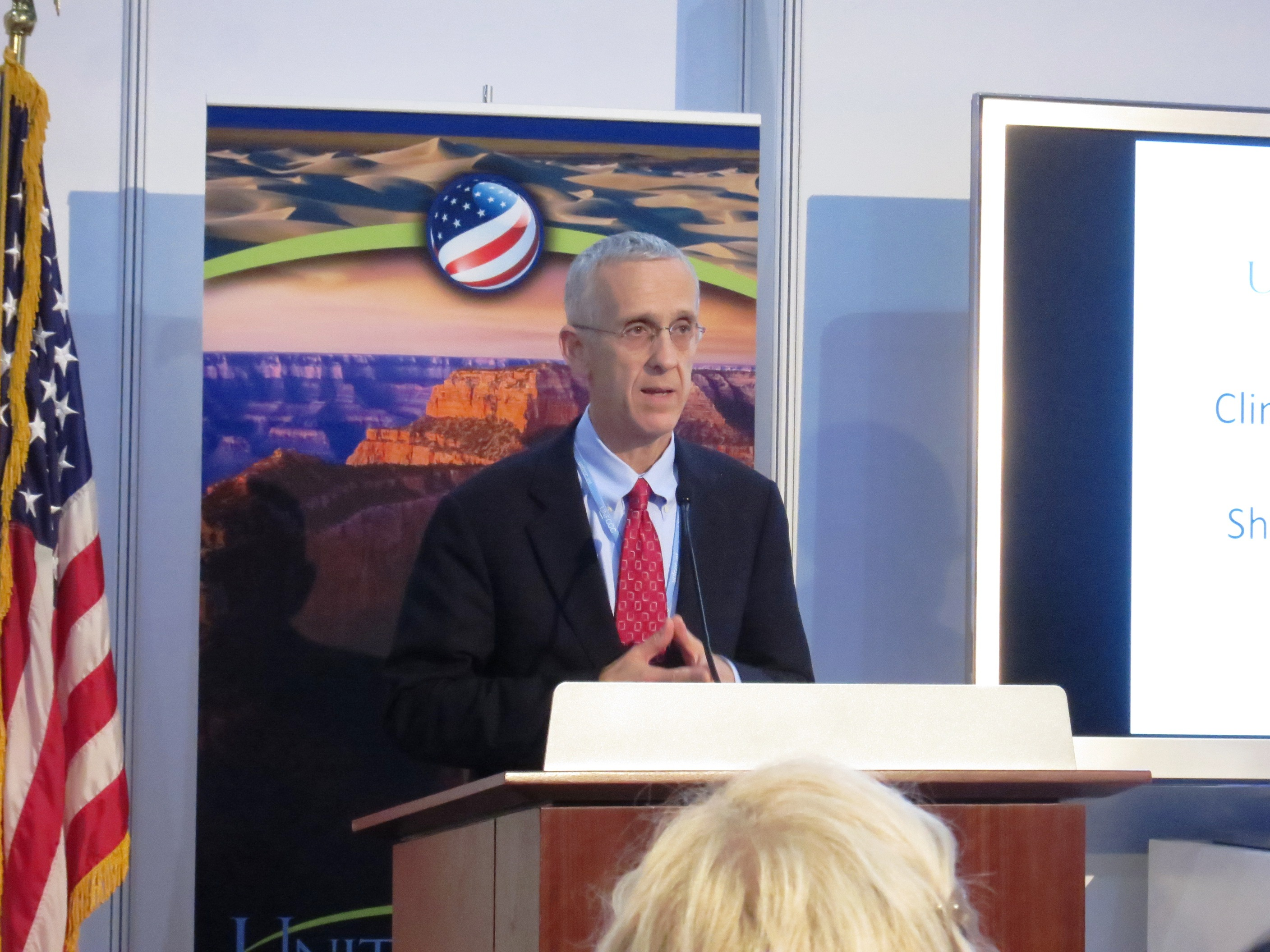
Тодд Стерн на COP18 в Дохе, 2012 год

## Личная жизнь
10 сентября 1995 года в Бруклинском ботаническом саду Стерн женился на Дженнифер Линн Клейн, аналитике, работавшей в Совете по внутренней политике и офисе первой леди США.